# 藍田公共圖書館

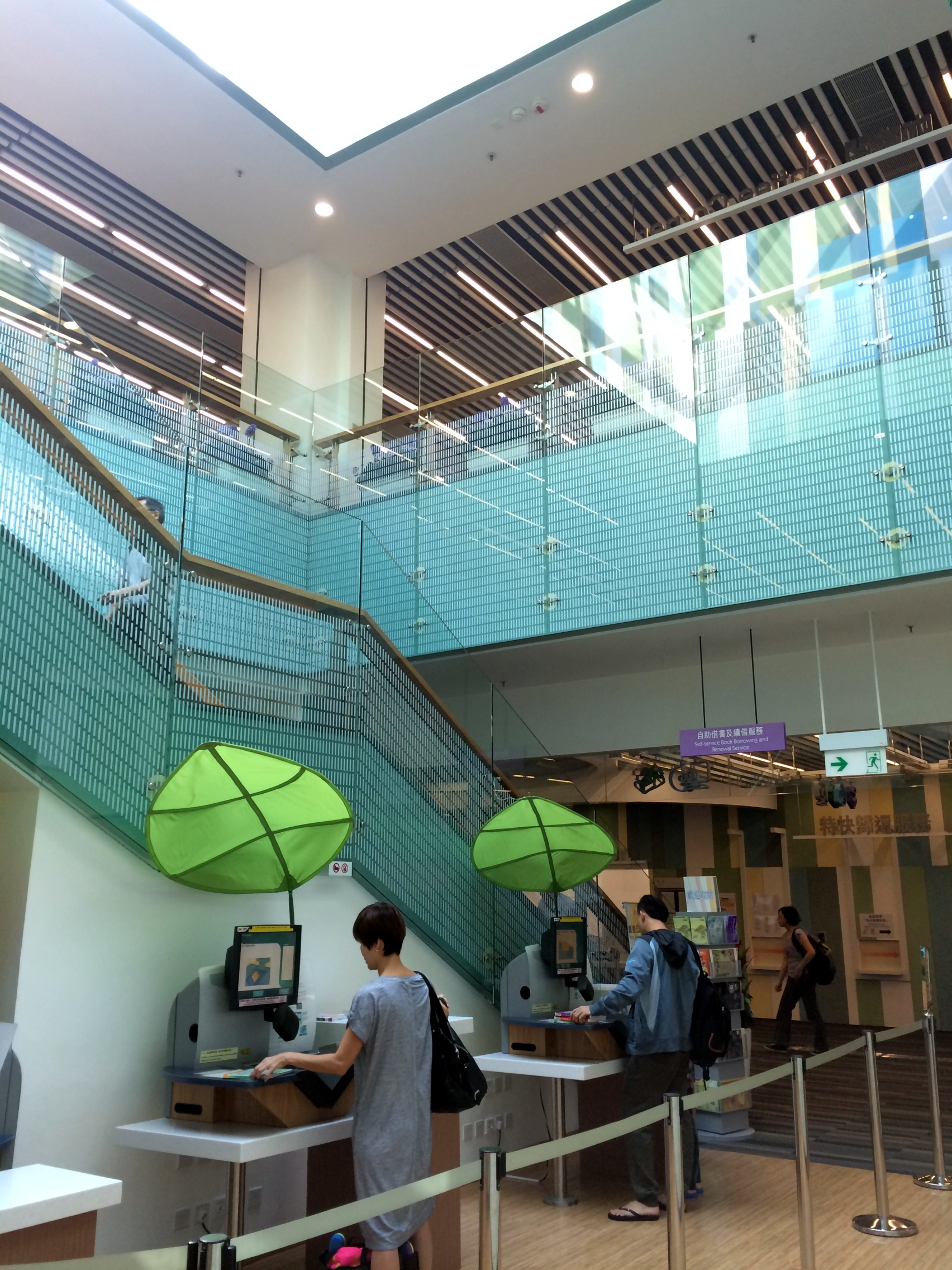
圖書館中庭

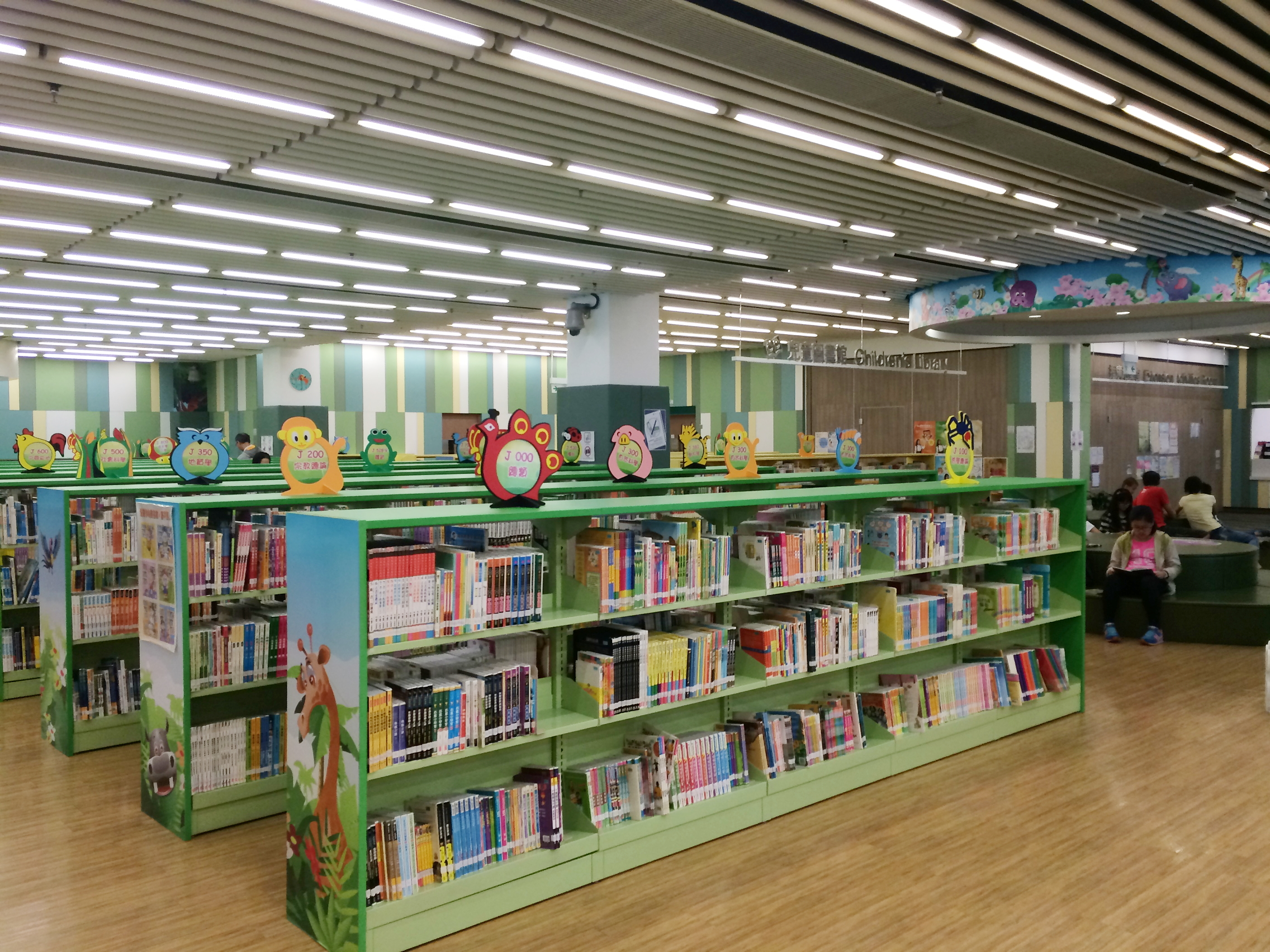
兒童圖書館

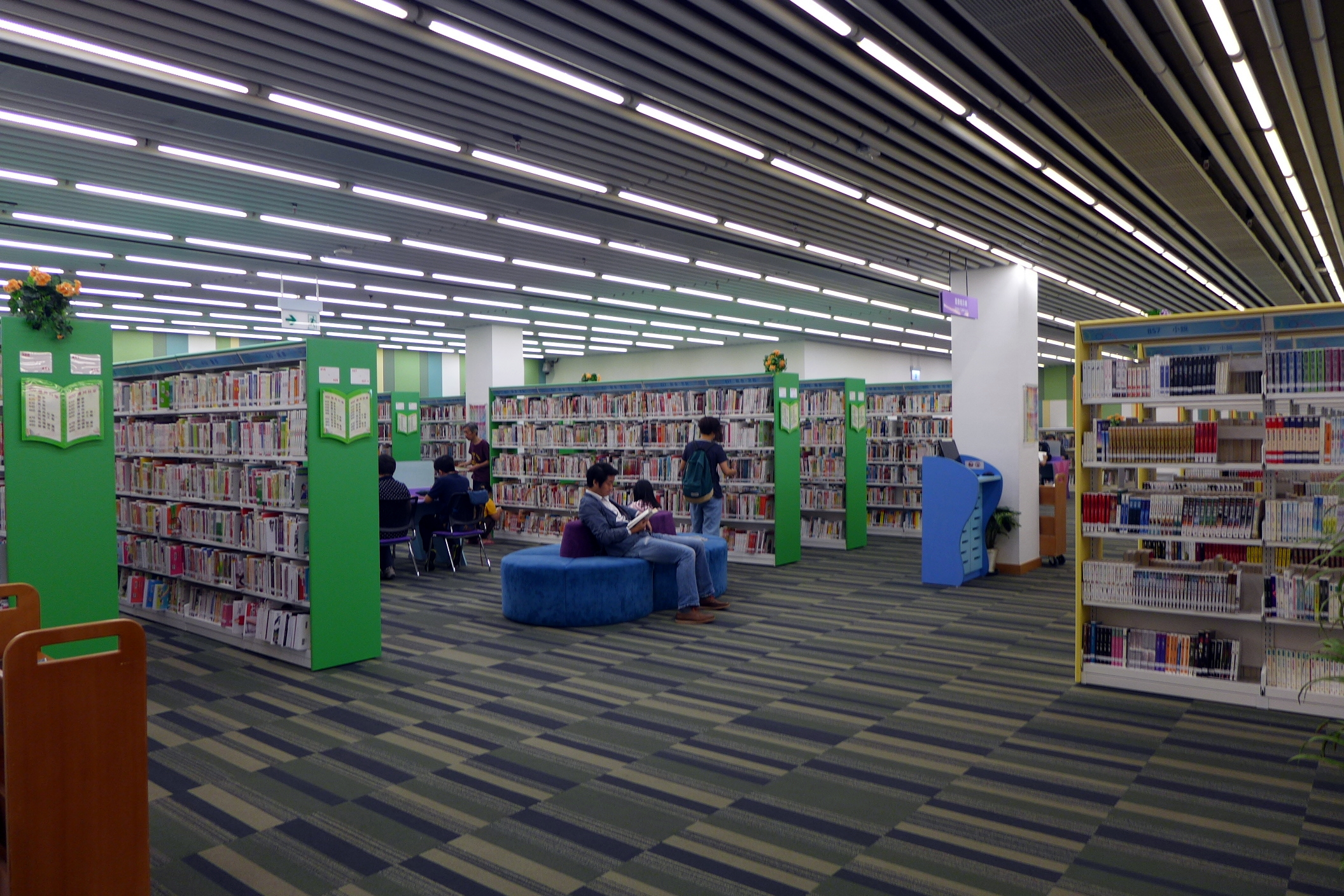
成人圖書館

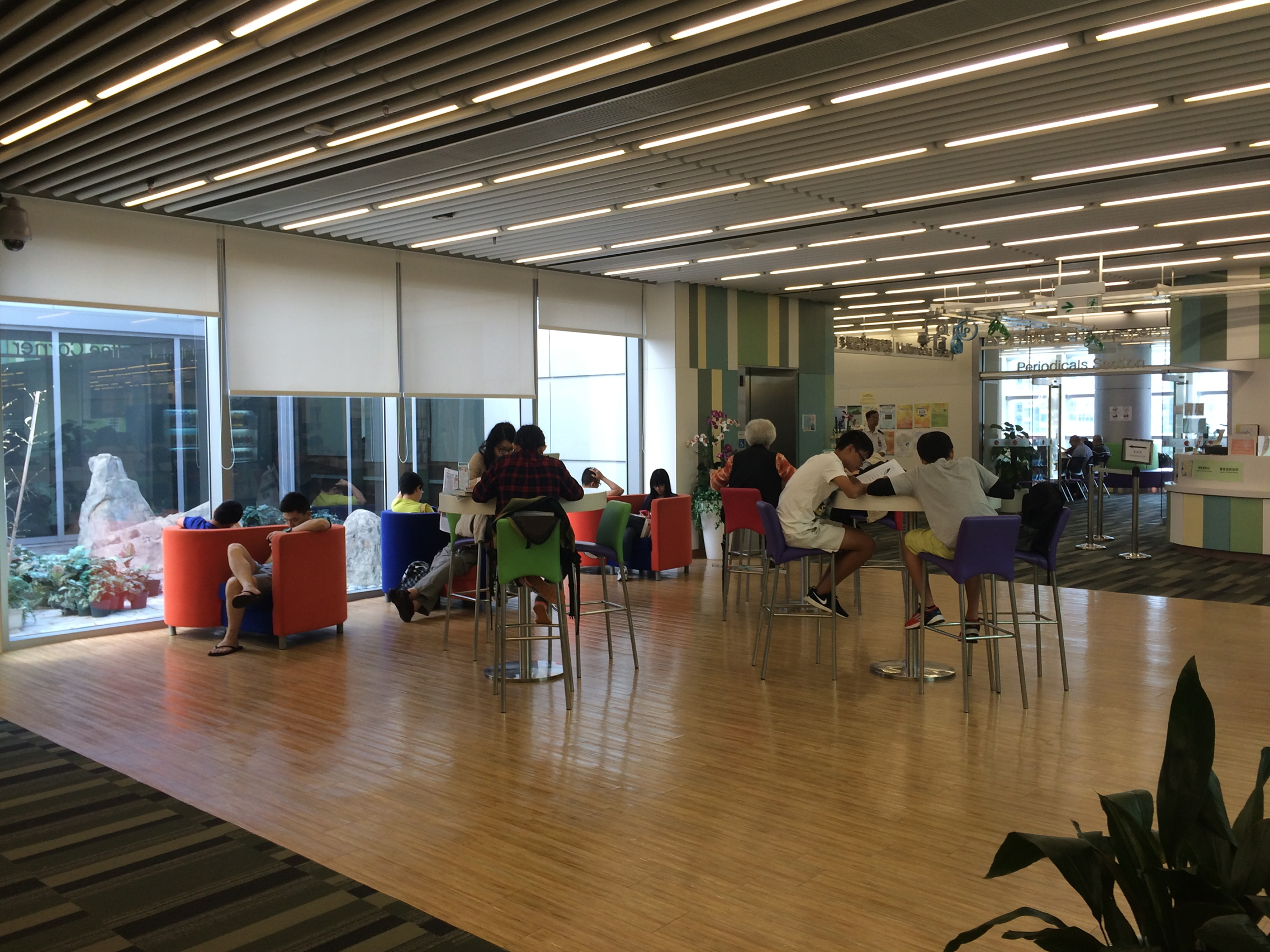
咖啡閣

藍田公共圖書館（英語：Lam Tin Public Library）是由香港政府康樂及文化事務署轄下之香港公共圖書館系統管理的分區圖書館，新址位於九龍觀塘區藍田慶田街1號藍田綜合大樓5至6樓，面積2,900平方米。藍田綜合大樓的藍田公共圖書館啟用時藏書約140,000冊。
藍田公共圖書館於1984年啟用，初期分別曾經以藍田邨及德田邨為館址，屬於小型圖書館規模，至2013年3月30日遷進位於藍田綜合大樓內的永久館址，及升格為分區圖書館。

## 歷史
1984年10月8日，位於藍田邨20座地下的市政局藍田公共圖書館開幕，葉錫恩於當天主持開幕儀式。1991年左右，位於德田邨的藍田臨時圖書館啟用。
2006年初，區議會通過於藍田啟田商場開設新藍田圖書館的決議，不過商場業主領匯以該商場是區內唯一大型商場，應引入具「商業用途」的商店為由，拒絕上述請求，改把原選址租給中式酒樓。次年，房屋署亦以經濟考慮否決租用康田苑舖位給康文署設立臨時圖書館的建議。藍田綜合大樓的藍田公共圖書館學生自修室在2012年11月底開放使用。次年3月30日，藍田綜合大樓的藍田公共圖書館開放使用。

## 設施
它在1984年藏有約18,000本書籍。藍田臨時圖書館在永久停用時有約7萬項資料。藍田公共圖書館新館樓高2層，面積2,900平方米，分為成人圖書館、兒童圖書館、多媒體資訊系統等區域，開放時約有14萬項資料。

## 評價
2005年，觀塘區區議員柯創盛指責政府以資源分配為由，拒絕在人口稠密的藍田增建圖書館，令該區11萬居民需依賴規模細小的德田邨藍田公共圖書館，「漠視居民之需要」，並建議政府若資源緊張，應先考慮增建圖書館部分，而不是一併興建較昂貴的綜合大樓。康樂及文化事務署回應指觀塘區的圖書館設置符合「規劃標準」。次年，《太陽報》形容藍田臨時圖書館「書本殘舊」而且「狹窄」。
2010年，《太陽報》記者李佩珩與室內空氣質素顧問黃勁松一起測量了藍田圖書館的可吸入懸浮粒子含量，結果發現它「超標一倍一」。

## 外部連結
- 香港公共圖書館* （页面存档备份，存于）